# Christine Schäfer
Christine Schäfer (* 3. März 1965 in Frankfurt am Main) ist eine deutsche Opernsängerin (Sopran).

## Leben

### Ausbildung
Christine Schäfer stammt aus einer Metzgerfamilie. Ihre Schulzeit verbrachte sie bei den Ursulinen in Königstein im Taunus und am Frankfurter Goethe-Gymnasium. Bis 1991 studierte sie klassischen Gesang bei Ingrid Figur an der Hochschule der Künste Berlin.  Außerdem besuchte sie Meisterklassen von Arleen Augér und Sena Jurinac sowie die Liedklassen von Aribert Reimann und Dietrich Fischer-Dieskau.

### Berufliche Entwicklung
Erste Aufmerksamkeit erregte Christine Schäfer 1988 mit einem Liederabend beim Festival Berlin, wo sie Aribert Reimanns Nachtträume sang. Danach machte sich die Sopranistin, deren Stimme für die Oper zunächst als zu zart eingestuft wurde, als Oratoriensängerin einen Namen.
1992 erhielt sie ihr erstes Opernengagement in Innsbruck. Bereits 1993, nach einem Engagement am Stadttheater Bern, debütierte sie in den USA als Sophie in Der Rosenkavalier in San Francisco. Als eine ihrer herausragenden Opernrollen gilt die Lulu von Alban Berg, mit der sie 1995 bei den Salzburger Festspielen auftrat. Dort ist sie seitdem regelmäßig zu hören und zu sehen. Außerdem war sie Gast in Glyndebourne, am Royal Opera House Covent Garden, in Paris (Juni 2007 an der Opéra Garnier als Violetta Valery in Christoph Marthalers Inszenierung von La traviata, mit Jonas Kaufmann als Alfredo), Amsterdam, Berlin und München, sowie an den wichtigsten Opernbühnen der USA.
Seit Mitte der 1990er Jahre ist Christine Schäfers Schaffen auch auf zahlreichen Tonträgern dokumentiert. Unter anderem singt sie Aribert Reimanns Nachtträume und Kinderlieder und Arnold Schönbergs Pierrot Lunaire. 2006 erschien Franz Schuberts Winterreise in einer Eigenproduktion.
Neben Anna Netrebko trat Christine Schäfer 2006 bei den Salzburger Festspielen als Cherubino in Mozarts Die Hochzeit des Figaro auf. Bei den Salzburger Festspielen 2007 sprang sie bei einer Aufführung des Stabat mater von Pergolesi für Anna Netrebko ein, die kurzfristig abgesagt hatte, und erhielt wiederum sehr positive Kritiken. Der Standard schrieb: „Christine Schäfer verlieh der Marienklage mit ihrer klar und präzise über die Lagen geführten Stimme geradezu überirdischen Glanz.“
Die Künstlerin arbeitete mit großen Dirigenten der Zeit wie Claudio Abbado, Daniel Barenboim, Pierre Boulez, Nikolaus Harnoncourt, Simon Rattle und anderen. Sie gehört wie Dorothea Röschmann, Diana Damrau und Annette Dasch zu den begehrtesten deutschen Opernsängerinnen. Im Spätsommer 2014 nahm sich Christine Schäfer aus privaten Gründen eine Auszeit von der Konzertbühne. Im Mai 2015 teilte ihre Agentur mit, dass das Sabbatical auf unbestimmte Zeit verlängert werde.
Seit dem Wintersemester 2011 war Christine Schäfer Gast-Professorin an der Hochschule für Musik „Hanns Eisler“ Berlin. Zum Wintersemester 2015/16 wurde sie ordentliche Professorin im Fach Gesang an dieser Hochschule.

### Privates
Seit dem Tod ihres Lebensgefährten, des Fotografen und Regisseurs Oliver Herrmann (1963–2003), lebt Christine Schäfer mit ihren beiden Kindern in Berlin. Die Schauspielerin Susanne Schäfer ist ihre ältere Schwester.

## Auszeichnungen
- 1998: Echo Klassik in der Kategorie Nachwuchskünstler des Jahres, für Mozart- und Strauss-Arien mit den Berliner Philharmonikern unter Claudio Abbado
- 2006: Hessischer Kulturpreis[6]
- 2007: Auszeichnung durch die Zeitschrift Opernwelt als „Sängerin des Jahres“[5]
- 2007: Echo Klassik für die beste Liedeinspielung[5] (zusammen mit dem Petersen Quartett)
- 2008: Bundesverdienstkreuz am Bande
- 2009: Wahl zum Mitglied der Akademie der Künste (Berlin)[6]
- 2013: Wahl zum Mitglied der Bayerischen Akademie der Schönen Künste[6]

## Filme
- von Oliver Herrmann: Eine Nacht. Ein Leben. Nach Pierrot Lunaire, opus 21 von Arnold Schönberg, mit Christine Schäfer (Sopran) und anderen. (Drehbuch, Regie, Kamera, Schnitt.) Eins54 Film mit ZDF und Arte. Deutschland 1999.
- von Oliver Herrmann: Dichterliebe. Nach dem Liederzyklus opus 48 von Robert Schumann, mit Christine Schäfer (Sopran), Natascha Osterkorn (Klavier) und Robert Hunger-Bühler. (Drehbuch, Regie, Kameraführung, Schnitt.) Eins54 Film mit SFB, Arte und SF DRS. Deutschland 2000.
- von Oliver Herrmann: Christine Schäfer, ein Film, Deutschland 2002 (Musikdokumentation)